# Kanton Châteauroux-Centre
Kanton Châteauroux-Centre (francouzsky Canton de Châteauroux-Centre) je francouzský kanton v departementu Indre v regionu Centre-Val de Loire. Tvoří ho pouze centrum města Châteauroux.